# Павленко, Григорий Иванович
Григорий Иванович Павленко (14 июля 1929, Кривой Рог — 28 февраля 2000, Кривой Рог, Днепропетровская область) — советский строитель, бригадир электромонтажников Криворожского специализированного управления № 447 треста «Днепроэлектромотаж» Министерства монтажных и специальных строительных работ Украинской ССР. Герой Социалистического Труда (1975).

## Биография
Родился 14 июля 1929 года в городе Кривой Рог. Получил среднее образование.
С 1944 года начал работать в Криворожском специализированном управлении № 447 треста «Днепроэлектромонтаж», отстраивал послевоенный Кривбасс. В 1950—1952 годах проходил срочную службу в Советской армии, после увольнения в запас вернулся на работу в управление, где работал монтажником, бригадиром. Принимал участие в строительстве промышленных объектов Кривого Рога — шахт, горно-обогатительных комбинатов, отличился на строительстве комплекса доменной печи № 9 Криворожского металлургического завода имени В. И. Ленина.
Указом Президиума Верховного Совета СССР от 10 февраля 1975 года за выдающиеся производственные успехи, достигнутые при строительстве комплекса доменной печи № 9 Криворожского металлургического завода имени В. И. Ленина, Павленко Григорию Ивановичу присвоено звание Героя Социалистического Труда с вручением ордена Ленина и золотой медали «Серп и Молот».
Продолжал работать в строительном управлении до выхода на пенсию. 
Новатор производства и рационализатор, инициатор трудовых починов по досрочной и с высоким качеством сдачи объектов. Плановые задания выполнял на 150—200 %, победитель соцсоревнований 7—11 пятилеток. Наставник молодёжи, создал собственную школу мастерства.
Избирался депутатом Днепропетровского областного совета народных депутатов, членом Дзержинского райкома партии, делегатом XXV съезда КП Украины (1976), XXV и XXVII съездов КПСС (1976, 1986), XVI съезда профсоюзов СССР (1977).
Умер 28 февраля 2000 года в Кривом Роге.

## Награды
- Медаль «Серп и Молот» (10.02.1975, № 16556);
- дважды Орден Ленина (26.07.1966; 10.02.1975, № 422626);
- медаль «За трудовое отличие» (05.11.1954);
- медаль «За восстановление предприятий чёрной металлургии юга»;
- Медаль «За доблестный труд в Великой Отечественной войне 1941—1945 гг.»;
- Почётная грамота Президиума Верховного Совета УССР.

## Память
- Имя на Стеле Героев в Кривом Роге.